# (500263) 2012 KJ51
(500263) 2012 KJ51 es un asteroide perteneciente al cinturón de asteroides, descubierto el 14 de mayo de 2012 por el equipo del Pan-STARRS desde el Observatorio de Haleakala, Hawái, Estados Unidos.

## Designación y nombre
Designado provisionalmente como 2012 KJ51.

## Características orbitales
2012 KJ51 está situado a una distancia media del Sol de 2,669 ua, pudiendo alejarse hasta 3,364 ua y acercarse hasta 1,974 ua. Su excentricidad es 0,260 y la inclinación orbital 17,97 grados. Emplea 1592,98 días en completar una órbita alrededor del Sol.
Los próximos acercamientos a la órbita de Júpiter se producirán el 20 de septiembre de 2049, el 29 de diciembre de 2097 y el 18 de septiembre de 2180, entre otros.

## Características físicas
La magnitud absoluta de 2012 KJ51 es 17,1.